# Bodianus leucosticticus
Bodianus leucosticticus е вид бодлоперка от семейство Labridae. Видът не е застрашен от изчезване.

## Разпространение и местообитание
Разпространен е в Индонезия, Мавриций, Палау, Провинции в КНР, Реюнион, Тайван и Япония.
Среща се на дълбочина от 50 до 75 m.

## Описание
На дължина достигат до 24,2 cm.